# Chính An
Chính An (tiếng Trung: 正安县, Hán Việt: Chính An thị) là một huyện tại địa cấp thị Tuân Nghĩa, Quý Châu, Cộng hòa Nhân dân Trung Hoa. Huyện này có diện tích 2595 km2, dân số năm 2002 là 580.600 người. Chính quyền huyện đóng ở trấn Phong Nghị. Mã số bưu chính là 563400. Chính quyền huyện đóng tại trấn Loại Sơn Quan.

## Các đơn vị hành chính
Tuân Nghĩa có các đơn vị hành chính trực thuộc sau:

### Cáctrấn
- Phong Nghị (凤仪镇)
- Thụy Khê (瑞溪镇
- Khê (溪镇)
- An Thường (安常镇)
- Thổ Bình (土坪镇)
- Lưu Độ (流渡镇)
- Cách Lâm (格林镇)
- Tân Châu (新州镇)
- Miếu Đường (庙塘镇)
- Tiểu Nhã (小雅镇)
- Trung Quan (中观镇)

### Cáchương
- 桴焉乡
- Dương Hưng (杨兴乡)
- 俭平乡
- Tạ Bá Ngật Lão tộc Miêu tộc (谢坝仡佬族苗族乡)
- Thị Bình Miêu tộc Ngật Lão tộc (市坪苗族仡佬族乡)
- 乐俭乡
- Bích Phong (碧峰乡)
- Ban Trúc (班竹乡)